# Andreas Suttner
Andreas Suttner (25 de setembre de 1876 – 5 de juliol de 1953) va ser un tirador austríac que va competir a començaments del segle xx.
El 1912 va prendre part en els Jocs Olímpics d'Estocolm, on disputà dues proves del programa d'esgrima. Guanyà la medalla de plata en la prova de sabre per equips, mentre en la de floret quedà eliminat en sèries.